# Meistriliiga 2024
Die Meistriliiga 2024, offiziell A. Le Coq Premium liiga, war die 34. Spielzeit der höchsten estnischen Fußball-Spielklasse der Herren. Sie begann am 1. März 2024 und endete am 9. November 2024.

## Modus
Die Liga umfasste wie in der Vorsaison zehn Teams. Alle Mannschaften spielten jeweils viermal an 36 Spieltagen gegeneinander um die Meisterschaft. Das Team auf dem letzten Platz stieg direkt ab, das Team auf dem vorletzten Rang spielte in der Relegation gegen den Abstieg.

## Teilnehmer
| Verein              | Stadt      | Stadion                  | Kapazität |
| ------------------- | ---------- | ------------------------ | --------- |
| FC Flora Tallinn    | Tallinn    | A. Le Coq Arena          | 14.3360   |
| FC Levadia Tallinn  | Tallinn    | A. Le Coq Arena          | 14.3360   |
| JK Tallinna Kalev   | Tallinn    | Kalevi Keskstaadion      | 11.5000   |
| FC Kuressaare       | Kuressaare | Kuressaare linnastaadion | 2.000     |
| JK Trans Narva      | Narva      | Kalev FAMA Staadion      | 2.000     |
| JK Tammeka Tartu    | Tartu      | Tamme staadion           | 1.600     |
| JK Vaprus Pärnu     | Pärnu      | Pärnu Rannastaadion      | 1.501     |
| FC Nõmme United     | Tallinn    | Männiku staadion         | 1.000     |
| FC Nõmme Kalju      | Tallinn    | Hiiu staadion            | 0.500     |
| Paide Linnameeskond | Paide      | Paide linnastaadion      | 0.500     |

## Abschlusstabelle
| Pl. | Verein               | Sp. | S  | U  | N  | Tore    | Diff. | Punkte |
| --- | -------------------- | --- | -- | -- | -- | ------- | ----- | ------ |
| 1.  | FC Levadia Tallinn   | 36  | 27 | 6  | 3  | 082:190 | +63   | 87     |
| 2.  | FC Nõmme Kalju       | 36  | 21 | 9  | 6  | 079:440 | +35   | 72     |
| 3.  | Paide Linnameeskond  | 36  | 23 | 3  | 10 | 074:390 | +35   | 72     |
| 4.  | FC Flora Tallinn (M) | 36  | 21 | 7  | 8  | 069:430 | +26   | 70     |
| 5.  | JK Tammeka Tartu     | 36  | 11 | 9  | 16 | 047:540 | −7    | 42     |
| 6.  | JK Trans Narva (P)   | 36  | 10 | 12 | 14 | 048:630 | −15   | 42     |
| 7.  | JK Vaprus Pärnu      | 36  | 9  | 8  | 19 | 035:570 | −22   | 35     |
| 8.  | FC Kuressaare        | 36  | 8  | 10 | 18 | 046:670 | −21   | 34     |
| 9.  | JK Tallinna Kalev    | 36  | 8  | 7  | 21 | 037:740 | −37   | 31     |
| 10. | FC Nõmme United (N)  | 36  | 2  | 9  | 25 | 022:790 | −57   | 15     |

Platzierungskriterien: 1. Punkte – 2. weniger zugesprochene Siege – 3. Direkter Vergleich (Punkte, Tordifferenz, geschossene Tore) – 4. Siege – 5. Tordifferenz – 6. geschossene Tore – 7. Fair-Play
| (M) | amtierender Meister         |
| (P) | amtierender Pokalsieger     |
| (N) | Aufsteiger aus der Esiliiga |

## Kreuztabellen
| Hinrunde (Runden 1–18) | Hinrunde (Runden 1–18) | Hinrunde (Runden 1–18) | Hinrunde (Runden 1–18) | Hinrunde (Runden 1–18) | Hinrunde (Runden 1–18) | Hinrunde (Runden 1–18) | Hinrunde (Runden 1–18) | Hinrunde (Runden 1–18) | Hinrunde (Runden 1–18) | 2024                | Rückrunde (Runden 19–36) | Rückrunde (Runden 19–36) | Rückrunde (Runden 19–36) | Rückrunde (Runden 19–36) | Rückrunde (Runden 19–36) | Rückrunde (Runden 19–36) | Rückrunde (Runden 19–36) | Rückrunde (Runden 19–36) | Rückrunde (Runden 19–36) | Rückrunde (Runden 19–36) |
| ---------------------- | ---------------------- | ---------------------- | ---------------------- | ---------------------- | ---------------------- | ---------------------- | ---------------------- | ---------------------- | ---------------------- | ------------------- | ------------------------ | ------------------------ | ------------------------ | ------------------------ | ------------------------ | ------------------------ | ------------------------ | ------------------------ | ------------------------ | ------------------------ |
| FC Flora Tallinn       | FC Levadia Tallinn     | Paide Linnameeskond    | FC Nõmme Kalju         | FC Kuressaare          | JK Tammeka Tartu       | JK Trans Narva         | JK Tallinna Kalev      | JK Vaprus Pärnu        | FC Nõmme United        | Verein              | FC Flora Tallinn         | FCI Levadia Tallinn      | Paide Linnameeskond      | FC Nõmme Kalju           | FC Kuressaare            | JK Tammeka Tartu         | JK Trans Narva           | JK Tallinna Kalev        | JK Vaprus Pärnu          | FC Nõmme United          |
| —                      | 1:0                    | 2:0                    | 2:2                    | 1:0                    | 3:1                    | 4:3                    | 2:2                    | 0:1                    | 2:0                    | FC Flora Tallinn    | —                        | 2:1                      | 1:3                      | 3:2                      | 3:0                      | 2:1                      | 3:1                      | 5:1                      | 3:0                      | 1:0                      |
| 1:0                    | —                      | 2:0                    | 0:0                    | 2:0                    | 2:1                    | 6:0                    | 2:2                    | 1:1                    | 2:0                    | FC Levadia Tallinn  | 4:2                      | —                        | 1:0                      | 3:0                      | 0:0                      | 3:1                      | 0:0                      | 4:0                      | 3:1                      | 1:1                      |
| 2:1                    | 0:1                    | —                      | 0:2                    | 3:1                    | 0:1                    | 2:2                    | 2:0                    | 0:1                    | 3:1                    | Paide Linnameeskond | 2:1                      | 3:0                      | —                        | 1:1                      | 4:3                      | 2:0                      | 2:3                      | 3:1                      | 1:0                      | 7:2                      |
| 0:0                    | 1:5                    | 2:1                    | —                      | 3:0                    | 4:2                    | 3:0                    | 2:0                    | 4:2                    | 1:1                    | JK Nõmme Kalju      | 3:0                      | 0:4                      | 2:4                      | —                        | 5:1                      | 3:0                      | 2:2                      | 3:1                      | 2:1                      | 3:0                      |
| 2:2                    | 0:6                    | 0:2                    | 0:6                    | —                      | 0:0                    | 5:0                    | 3:0                    | 2:2                    | 1:1                    | FC Kuressaare       | 3:4                      | 0:1                      | 0:2                      | 1:2                      | —                        | 0:0                      | 0:1                      | 2:1                      | 1:1                      | 4:1                      |
| 0:0                    | 0:3                    | 1:2                    | 1:1                    | 1:2                    | —                      | 0:2                    | 4:0                    | 1:0                    | 2:1                    | JK Tammeka Tartu    | 2:0                      | 0:3                      | 1:3                      | 2:3                      | 2:1                      | —                        | 3:3                      | 4:1                      | 0:1                      | 1:1                      |
| 1:3                    | 1:2                    | 1:1                    | 4:1                    | 0:1                    | 0:5                    | —                      | 2:2                    | 0:0                    | 2:0                    | JK Trans Narva      | 1:1                      | 0:2                      | 0:3                      | 2:2                      | 0:2                      | 0:1                      | —                        | 2:2                      | 1:1                      | 2:1                      |
| 2:3                    | 0:2                    | 2:5                    | 0:2                    | 2:2                    | 1:1                    | 1:0                    | —                      | 3:1                    | 2:0                    | JK Tallinna Kalev   | 0:3                      | 1:2                      | 3:2                      | 0:2                      | 0:3                      | 1:2                      | 0:1                      | —                        | 1:0                      | 1:0                      |
| 1:3                    | 0:2                    | 0:3                    | 1:2                    | 3:2                    | 1:1                    | 1:4                    | 0:1                    | —                      | 2:1                    | JK Vaprus Pärnu     | 0:1                      | 1:4                      | 0:1                      | 0:4                      | 3:1                      | 2:2                      | 0:0                      | 2:0                      | —                        | 2:0                      |
| 1:1                    | 0:6                    | 0:1                    | 0:0                    | 1:1                    | 2:1                    | 1:3                    | 0:2                    | 2:1                    | —                      | FC Nõmme United     | 0:4                      | 0:1                      | 0:4                      | 0:4                      | 2:2                      | 1:2                      | 0:4                      | 1:1                      | 0:2                      | —                        |

## Torschützenliste
Bei gleicher Anzahl an Toren sind die Spieler alphabetisch gelistet.
| Pl. | Spieler              | Mannschaft          | Tore |
| --- | -------------------- | ------------------- | ---- |
| 01. | Alex Tamm            | FC Nõmme Kalju      | 28   |
| 02. | Sergei Zenjov        | FC Flora Tallinn    | 17   |
| 03. | Ahmed Adebayo        | JK Tammeka Tartu    | 15   |
| 03. | Mark Anders Lepik    | FC Flora Tallinn    | 15   |
| 03. | Robi Saarma          | Paide Linnameeskond | 15   |
| 06. | Promise David        | JK Nõmme Kalju      | 14   |
| 07. | Abdoulie Ceesay      | Paide Linnameeskond | 13   |
| 08. | Mihkel Ainsalu       | FC Levadia Tallinn  | 11   |
| 08. | Felipe Felicio       | FC Levadia Tallinn  | 11   |
| 08. | Sergo Kukhianidze    | JK Trans Narva      | 11   |
| 08. | Pierre Landry Kaboré | JK Trans Narva      | 11   |
| 08. | Ats Purje            | JK Tallinna Kalev   | 11   |

## Relegation
Der Zweitplatzierte der Esiliiga traf auf den Neuntplatzierten der Meistriliiga. Die Spiele fanden am 24. und 30. November 2024 statt.
|                | Gesamt |                       | Hinspiel | Rückspiel |
| -------------- | ------ | --------------------- | -------- | --------- |
| Viimsi JK (II) | 1:2    | JK Tallinna Kalev (I) | 1:1      | 0:1       |

Beide Vereine blieben in ihren jeweiligen Ligen.